# Enrico Gilardi
Enrico Gilardi (Roma, 20 de janeiro de 1957) é um ex-basquetebolista italiano que integrou a seleção italiana que conquistou a medalha de prata disputada nos XXII Jogos Olímpicos de Verão realizados em Moscou em 1980.